# Квінсленд-Кертіс ЗПГ
Квінсленд-Кертіс ЗПГ — завод із зрідження природного газу у штаті Квінсленд на північно-східному узбережжі Австралії. Для розміщення об`єкту обрали витягнутий уздовж материка на 80 км та відділений від нього неширокою затокою острів Кертіс, де в  середині 2010-х років спорудили одразу три заводи зі зрідження – окрім зазначеного, також Австралія-Пасіфік ЗПГ та Гладстон ЗПГ.
Завод складається із двох виробничих ліній загальною потужністю 8,5 млн.т ЗПГ (11,9 млрд.м3). Перша з них почала роботу наприкінці 2014 року, випередивши на кілька місяців введення в дію двох інших заводів острова Кертіс. Друга лінія запрацювала у 2015 році. Анонсована можливість розширення потужності до 12 млн.т шляхом спорудження третьої виробничої лінії.
Для зберігання продукції призначені два резервуари об'ємом по 140000 м3. Газові танкери, завантажені у причалу Квінсленд-Кертіс ЗПГ, далі слідують через гавань порту Гладстон та виходять в океан скрізь прохід у Великому бар'єрному рифі.
Щоб забезпечити захід газовозів до трьох заводів ЗПГ реалізували днопоглиблювальний проект Western Basin Dredging and Disposal Project, над яким працювали землесосний снаряд "Rotterdam" та фрезерні земснаряди "Al Mahaar", "Castor" і "Athena". Всього було вилучено 22 млн м3 грунту.
Сировинною базою проекту став метан вугільних пластів басейну Сурат, для доставки якого на узбережжя створили трубопровідну систему Рубі-Джо – Кертіс-Айленд. На середину 2010-х років запаси проекту Квінсленд-Кертіс ЗПГ оцінювались у 260 млрд.м3, додаткові ресурси — у 370 млрд.м3. Очікується, що протягом існування проекту буде потрібно пробурити біля 6000 свердловин, третина з яких вже була споруджена до моменту запуску заводу..
Основним власником Квінсленд-Кертіс ЗПГ є група BG, що має різну, проте превалюючу частку у різних його складових: 73,75 % у видобутку сировини, 50 % у першій технологічній лінії та 97,5 % у другій. При цьому трубопровід, споруджений коштами учасників проекту, призначався для продажу третій особі. Значну частку проекту придбала китайська CNOOC, яка одночасно є великим покупцем виробленої продукції.